# الداوودية
الداوودية قرية سوريّة تتبع إداريّاً لمحافظة حلب منطقة عين العرب ناحية صرين، بلغ تعداد سكانها 688 نسمة حسب التعداد السكاني لعام 2004.